# Eibon Records
Eibon Records ist ein 1996 von Mauro Berchi gegründetes Plattenlabel aus Italien, welches hauptsächlich Bands aus dem Spektrum der schwarzen Musik und des Funeral Doom unter Vertrag nimmt.

## Geschichte
Mauro Berchi von Canaan und ehemals Ras Algethi initiierte Eibon Records 1996. Die ersten Veröffentlichungen waren das Dark-Wave-Album Blue Fire von Canaan und das Gothic-Metal-Album De Profundis von Parade of Souls. Im darauf folgenden Jahr erschien mit dem Dark-Wave-Album Fragments of Memories von The Frozen Autumn ein weiteres, an der Schwarzen Szene orientiertes Werk. Mit den Veröffentlichungen von Esoterics Metamorphogenesis, Thergothons Fhtagn-Nagh Yog-Sothoth und Sorrow of the Angels von While Heaven Wept wurde ein weiterer Schwerpunkt im Death- und Funeral-Doom gesetzt.

## Künstler (Auswahl)
- Canaan
- Esoteric
- Nordvargr
- Ordeal
- SLOW
- Svartsinn
- The Frozen Autumn
- Ras Algethi
- Thergothon
- This Empty Flow
- While Heaven Wept